# چشم‌سفید سائوتومه
چشم‌سفید سائوتومه (نام علمی: Zosterops lugubris) نام یک گونه از سرده چشم‌سفید است.